# Пэктусан-1
«Пэктусан-1» (кор. 백두산 1호, западное обозначение Taep’o-dong 1 SLV) — трёхступенчатая ракета-носитель, созданная в Корейской Народно-Демократической Республике. Ракета названа в честь высочайшей горы Кореи Пэктусан, священной для корейцев и упоминаемой в Гимне КНДР.

## Конструкция
РН «Пэктусан-1» создана на основе БРСД «Тэпходон-1». Конструкция первой ступени основана на конструкции ракеты «Нодон», в основе конструкции второй ступени лежит ракета «Хвасон-6» (созданная на базе советской Р-17), третья — на основе второй ступени ЗРК С-125 (или РК «Точка»). Таким образом, первые две ступени оснащены жидкостным ракетным двигателем, третья — твердотопливным.

## Запуски
31 августа 1998 года в 12:07 по местному времени с космодрома Тонхэ на восточном побережье КНДР стартовала РН Пэктусан-1 с ИСЗ «Кванмёнсон-1» на борту. Первая ступень отделилась в момент T+95 секунд и упала в Японское море приблизительно в 253 км к востоку от места старта. В момент T+266 секунд отделилась и упала в Тихий океан в 1646 км от космодрома вторая ступень. Однако, по всей вероятности, третья ступень не вышла на штатный режим, её обломки вместе со спутником упали в 4000 км от корейского побережья. Несмотря на это, в КНДР объявили запуск спутника удачным.
Последние испытания РН «Пэктусан-1» прошли в 1999 году.